# 콰르티에레
콰르티에레(이탈리아어: quartiere [kwarˈtjɛːre]) 또는 콰르티에리(복수형: 이탈리아어: quartieri)는 특정 이탈리아 마을의 영토적 하위 구분이다.
피렌체와 볼로냐와 같은 몇몇 이탈리아 도시에서만 콰르티에레가 행정적 하위 구분이기도 하다.

## 같이 보기
- 밀라노의 행정 구역
- 코무네#하위 행정 구역